# Michał Wodzicki
Michał z Granowa Wodzicki herbu Leliwa (ur. 3 października 1687 w Krakowie, zm. 1 stycznia 1764 w Warszawie) – biskup przemyski w latach (1760–1764), podkanclerzy koronny od 1746, dziekan krakowskiej kapituły katedralnej w latach 1737–1764, opat komendatoryjny czerwiński od 1746, mogilski od 1752, kanonik sandomierski od 1709, scholastyk łęczycki, kanonik krakowski od 1713, administrator biskupstwa, dziekan krakowski w 1731, dziedzic Prokocimia od 1749 r.

## Życiorys
Był synem mieszczanina krakowskiego Jana Wawrzyńca Wodzickiego, właściciela Rogowa. Po śmierci jego ciało zostało złożone przy boku ojca, w grobie rodzinnym w kościele Mariackim w Krakowie.
Kawaler Orderu Orła Białego od 1735.